# Aldo Simoncini
Aldo Simoncini, né le 30 août 1986 à Saint-Marin, est un footballeur international saint-marinais évoluant au poste de gardien de but.

## Biographie
Aldo Simoncini joue depuis janvier 2012 au Valenzana Calcio en Serie C2, en tant que deuxième gardien, prêté par l'AC Cesena. Il évolue également avec Saint-Marin depuis 2005. Il a notamment gardé les buts de l'équipe nationale face l'Allemagne le 6 septembre 2006 au Stade olympique de Serravalle, match soldé par une défaite 13 à 0, la plus lourde de l'histoire de la sélection.